# Tajjibat at-Turki
Tajjibat at-Turki (arab. طيبة التركي) – wieś w Syrii, w muhafazie Hama. W 2004 roku liczyła 361 mieszkańców.